# Каровињо
Каровињо (итал. Carovigno) је насеље у Италији у округу Бриндизи, региону Апулија.
Према процени из 2011. у насељу је живело 14043 становника. Насеље се налази на надморској висини од 172 м.

## Становништво
| 1936. | 1951.  | 1961.  | 1971.  | 1981.  | 1991.  | 2001.  | 2011.  |
| ----- | ------ | ------ | ------ | ------ | ------ | ------ | ------ |
| 8.621 | 10.256 | 11.373 | 12.437 | 13.187 | 14.586 | 14.960 | 15.896 |